# Finsing
Finsing település Németországban, azon belül Bajorországban. Lakosainak száma 4769 fő (2023. december 31.).

## Népesség
A település népessége az elmúlt években az alábbi módon változott:
| Lakosok száma | 496  | 1568 | 1961 | 4183 | 4317 | 4337 | 4606 | 4695 | 4760 | 4769 |
|               | 1875 | 1950 | 1970 | 2011 | 2013 | 2014 | 2016 | 2019 | 2021 | 2023 |